# Zinaida Amosowa
Zinaida Stiepanowna Amosowa z d. Szyszkina (ros. Зинаида Степановна Амосова z d. Шишкина, ur. 12 stycznia 1950 we wsi Krupskoje) – kazachska biegaczka narciarska reprezentująca Związek Radziecki, złota medalistka olimpijska oraz trzykrotna medalistka mistrzostw świata.

## Kariera
Jej olimpijskim debiutem były igrzyska w Innsbrucku w 1976 r. Były to pierwsze i zarazem ostatnie igrzyska w jej karierze. Wraz z Niną Fiodorową, Raisą Smietaniną i Galiną Kułakową zdobyła złoty medal w sztafecie 4 × 5 km. Na tych samych igrzyskach zajęła także 6. miejsce w biegach na 5 oraz 10 km techniką klasyczną.
W 1978 r. wystartowała na mistrzostwach świata w Lahti. Triumfowała tam na dystansach 10 i 20 km stylem klasycznym. Ponadto wspólnie z Niną Roczewą, Raisą Smietaniną i Galiną Kułakową wywalczyła brązowy medal w sztafecie. Wzięła także udział w mistrzostwach świata w Falun w 1980 r. Zostały one rozegrane ponieważ bieg na 20 km nie został włączony do programu igrzysk w Lake Placid. Rozegrano tam więc tylko ów bieg na 20 km, w którym Amosowa zajęła 6. miejsce.
Amosowa zajęła także trzecie miejsce w klasyfikacji generalnej nieoficjalnego Pucharu Świata w biegach narciarskich w sezonie 1978/1979. W 1976 r. była mistrzynią Związku Radzieckiego w biegu na 20 km, a w 1974 i 1979 zdobywała ten tytuł w sztafecie. Po zakończeniu kariery sportowej pracowała jak trener biegów narciarskich.

## Osiągnięcia

### Igrzyska olimpijskie
| Miejsce | Dzień     | Rok  | Miejscowość | Konkurencja             | Czas biegu | Strata | Zwyciężczyni     |
| ------- | --------- | ---- | ----------- | ----------------------- | ---------- | ------ | ---------------- |
| 6.      | 7 lutego  | 1976 | Innsbruck   | 5 km stylem klasycznym  | 15:48,69   | +45,09 | Helena Takalo    |
| 6.      | 10 lutego | 1976 | Innsbruck   | 10 km stylem klasycznym | 30:13,41   | +57,82 | Raisa Smietanina |
| 1.      | 12 lutego | 1976 | Innsbruck   | Sztafeta 4 × 5 km       | 1:07:49,75 | -      | -                |

### Mistrzostwa świata
| Miejsce | Dzień     | Rok  | Miejscowość | Konkurencja             | Czas biegu | Strata   | Zwyciężczyni   |
| ------- | --------- | ---- | ----------- | ----------------------- | ---------- | -------- | -------------- |
| 1.      | 18 lutego | 1978 | Lahti       | 10 km stylem klasycznym | 37:01,72   | -        | -              |
| 6.      | 20 lutego | 1978 | Lahti       | 5 km stylem klasycznym  | 18:53,50   | +23,64   | Helena Takalo  |
| 3.      | 22 lutego | 1978 | Lahti       | Sztafeta 4 × 5 km       | 1:13:25,08 | +14,80   | Finlandia      |
| 1.      | 25 lutego | 1978 | Lahti       | 20 km stylem klasycznym | 1:13:00,85 | -        | -              |
| 6.      | 17 lutego | 1980 | Falun       | 20 km stylem klasycznym | 1:01:58,23 | +1:58,90 | Veronika Hesse |

### Puchar Świata
W sezonach 1973/1974 - 1980/1981 Puchar Świata rozgrywany był nieoficjalnie.

#### Miejsca w klasyfikacji generalnej
- sezon 1978/1979: 3.
- sezon 1980/1981: 11.
- sezon 1982/1983: 26.

#### Miejsca na podium
1. Furtwangen – 30 grudnia 1978 (5 km) – 3. miejsce
2. Kawgołowo – 6 stycznia 1979 (10 km) – 3. miejsce
3. Klingenthal – 12 stycznia 1979 (5 km) – 3. miejsce
4. Le Brassus – 20 stycznia 1979 (10 km) – 2. miejsce
5. Falun – 24 lutego 1979 (20 km) – 3. miejsce
6. Kawgołowo – 21 lutego 1981 (20 km) – 2. miejsce